# 감독판
감독판(監督版, Director's Cut)은 영화를 만든 감독이 최초 공개된 판본과는 달리 개봉 이후에 감독 본인의 의도에 맞게 재편집한 영화의 판본을 말한다. 리덕스 필름(Redux Film)으로 부르기도 한다.
감독판이 만들어지는 이유는 감독의 의도와 제작사의 의도가 차이를 보이기 때문이다. 제작사에 있어서 영화 제작은 일종의 사업이고 이윤 창출을 도모하는 수단이기 때문에 감독의 기획 의도와는 여러 면에서 견해 차이를 보일 수밖에 없다. 이 때문에 감독의 본래 의도와는 다르게 영화가 개봉하게 되는 것이고, 이 과정에서 일부 감독들은 자신의 본래 기획에 맞게 감독판으로 재편집해 새로이 출품하기도 한다.
보통 공개되는 영화는 심의라든가 영화 제작사 나름대로의 판단에 따라 영화가 다시 편집되기 때문에 많은 경우 관객이 보는 영화는 감독판이 아니다.

## 만들어지는 이유
1. 영화적 내용면에서 감독과 제작자의 견해차이로 일부 장면 및 내용이 편집, 혹은 수정되는 경우.
감독이 표현하고자 하는 내용과 제작사에서 원하는 내용에 차이가 있을 때는 제작사에서 내용 수정을 요구하게 된다. 제작사가 감독에게 연출을 의뢰했든, 감독이 제작사에 시놉시스를 제공해 제작에 들어갔든지 간에 대부분의 경우 제작사쪽의 입김이 더 강하기 때문에 감독들은 어쩔 수 없이 제작사의 요구에 따라 주게 된다. 대표적인 예로 얼마전 국내에도 개봉됐던 《나비효과》같은 영화가 있다. 감독의 오리지널 버전의 엔딩이 해피 엔딩이 아니었던데 반해, 극장 개봉 버전은 해피 엔딩으로 내용 수정이 이루어졌다.
2. 영화 개봉시 등급을 맞추기 위한 경우.
제작사로서는 흥행을 고려해 더 많은 연령층에 관람이 허락될 수 있도록 등급 조정을 위해 영화이 일부장면(주로 섹스신이나 폭력신)을 삭제하기도 한다. 미국같은 경우 특히 X 등급에 걸리는 경우는 거의 모두 재편집해서 다음 등급인 R 등급에 맞도록 하는데, 그 대표적인 예로 《원초적 본능》이 있다. 이런 경우는 무삭제판으로 분류할 수 있다. 영화 진주만도 따로 감독판이 존재한다. 감독판에서는 정식발매판에 없는 고어한 장면이 추가되어있다. 대표적인 예로 병원에서 간호장교가 의료도구를 바닥에 떨어뜨려 다시 줍는 장면에서 절단된 손과 발이 여과없이 나오고, 웨스트 버지니아함에서 죽어가는 함장의 복부에서 창자가 쏟아지는 장면등이 있다.
3. 극장 개봉시 상영 시간을 맞추기 위한 경우.
관람객이 많이 들어올수록 수입이 늘어나고, 단기간에 관람객을 많이 끌어모으기 위해선 많은 개봉관을 잡는 것도 중요하지만 1일당 상영 횟수를 늘리는 것도 중요하다. 이 경우 상영 시간이 긴 영화보단 짧은 영화가 당연히 유리해진다.
4. 당시 영화적 기술력의 한계로 표현의 제약을 받는 경우.
과거 기술적인 표현의 제약으로 원했던 씬을 충분히 구현해 내지 못한 경우, 발전된 영화 제작 기술을 응용해 필요한 장면을 구성해 낸 후 재개봉하는 경우도 있다. 리덕스 필름의 경우는 아니지만 스탠리 큐브릭이 기획했던 A.I는 당시 그래픽적 표현의 한계로 오랫동안 제작이 미뤄지다가 큐브릭 사후, 스필버그의 손에 의해 태어나기도 했다.

크게 흥행에 성공한 영화들을 새로운 사운드와 화질 보정으로 리마스터링해 재개봉하는 경우가 있다. 대표적인 예로 미국에서 《이티》(E.T)와 《스타 워즈》에피소드 4,5,6 리마스터링 버전이 재개봉한 경우가 있다.

이외에도 DVD 출시시에 극장 개봉 당시 여러 가지 이유로 빠졌던 장면들이 추가되어 나오는 작품들이 있다. 이런 경우는 확장판으로 불리기도 하는데, 《반지의 제왕》시리즈가 대표적인 예이다.

## 대표적인 영화 및 감독
《터미네이터》의 제임스 카메론 감독은 감독판이 많기로 유명하다. 현재 우리나라에도 《어비스》 감독판이 비디오테입으로 나와 있는데, 극장에서 상영한 것과는 분량이 제법 많고 내용도 다르다. 더욱이 《터미네이터 2: 심판의 날》의 경우 완벽한 감독판이 없을 정도로 버전이 많은데 LD로 나온것을 보면 1편에 존의 아버지로 등장했던 마이클 빈이 잠시 나오기도 한다고 한다. 그 외에도 《에이리언 2》도 감독판이 따로 있다.
《블레이드 러너》의 감독판도 유명하다. 1982년 개봉 당시 제작자 측에서는 데커드 (해리슨 포드 분)와 레이첼 (숀 영 분)이 엘리베이터 속으로 들어감과 동시에 문이 닫히는 마지막 장면을 너무 어둡고 모호하다는 이유로 난데 없는 해피 엔딩, 즉 데커드와 레이첼이 탈출에 성공하여 외계 식민지의 정글 위를 비행선을 타고 날아다니는 장면으로 교체했다. 또한 영화의 내용이 너무 어렵다는 이유로 데커드의 보이스 오버 나레이션을 추가했다. 이 나레이션을 해리슨 포드는 매우 마음에 들어하지 않았고 매우 성의없이 이를 읽었다고 한다. 92년에 감독 리들리 스콧은 엔딩 장면을 원래대로 고치고, 보이스 오버 나레이션을 들어낸 뒤, 반젤리스의 음악을 전면 수정하고, 종이 접기와 유니콘의 환상 같은 삽입 화면을 추가함으로써 82년 극장 개봉판과는 전혀 다른 영화가 된 감독판을 공개했다. 그 결과 이 영화는 아직까지도 수많은 영화광들의 해석과 논쟁을 불러일으키는 걸작의 반열에 올라서게 되었다.

## 같이 보기
- 시네필
- 크라이테리언 컬렉션
- 팬 편집